# Gnejs
Gnejs er en stribet eller båndet grundfjeldsbjergart. Striber og bånd skyldes deformation. Det viser, at gnejs er en metamorf bjergart, som oprindelig bestod af andre, primære bjergarter eller protolither. Metamorfosen er en følge af en bjergkædefoldning (orogenese), der har påvirket de primære bjergarter mekanisk (udtværing, foldning mv.) foruden høj temperatur og/eller tryk. Det færdige produkt får herved sammen med sin nye struktur oftest et nyt mineralselskab af feldspat, kvarts, lidt glimmer og andre mørke mineraler (granitisk sammensætning). 
Gnejsens udgangsmateriale kan både være af magmatisk oprindelse: (ortognejs) eller af sedimentær oprindelse (paragnejs). Typiske protolither er granit, sandsten og skifer, de to sidste eksempler på paragnejs. 
Gnejsens sammensætning kan fremgå af navnet:
- granitisk gnejs
- diorit-gnejs

Indholdet af karakteristiske mineraler kan indgå i navnet:
- granat-gnejs
- biotit-gnejs
- albit-gnejs

Acasta Gneiss er den ældst kendte bjergart dannet på Jorden.